# Litoria lutea
Litoria lutea är en groddjursart som först beskrevs av George Albert Boulenger 1887.  Litoria lutea ingår i släktet Litoria och familjen lövgrodor. IUCN kategoriserar arten globalt som sårbar. Inga underarter finns listade i Catalogue of Life.